# Жумыскер (Карагандинская область)
Жумыскер (каз. Жұмыскер) — село в Шетском районе Карагандинской области Казахстана. Административный центр Тагылинского сельского округа. Код КАТО — 356483100.

## Население
В 1999 году население села составляло 1007 человек (506 мужчин и 501 женщина). По данным переписи 2009 года, в селе проживало 788 человек (412 мужчин и 376 женщин).